# Länsväg 146
Länsväg 146  är en primär länsväg som går sträckan Boge - Bjärges i Ala, i Gotlands län. Vägen har en längd på 34 kilometer. Den skyltas Ala söderut och Slite norrut.
Vägen har i sin helhet en körbana i varje riktning, och saknar vägrenar.

## Anslutningar
- Länsväg 147
- Länsväg 143

## Historia
På 1940-talet fick vägen numret 24, och den hade då samma sträckning som idag. Det byttes vid reformen på 1960-talet till väg 146.